# Diorama (Brazilië)
Diorama is een gemeente in de Braziliaanse deelstaat Goiás. De gemeente telt 2.243 inwoners (schatting 2009).